# Naples Foot-Ball Club 1918-1919
Questa voce raccoglie le informazioni riguardanti il Naples Foot-Ball Club nella stagione 1918-1919.

## Stagione
In questa stagione sportiva i campionati ufficiali non furono disputati perché erano stati sospesi nel 1915 per l'entrata in guerra dell'Italia.
Il Naples partecipò alla Coppa Reichlin, alla Coppa Serracapriola (con U.S. Internazionale, Brigata Re Napoli e Juventus Roma) e al Trofeo Corriere di Napoli.

## Divise
| Manica sinistra · Manica sinistra · Maglietta · Maglietta · Manica destra · Manica destra · Pantaloncini · Calzettoni |

## Organigramma societario
Area direttiva
- Presidente:  Emilio Anatra

Area tecnica
- Allenatore: